# Худанки
Худа́нки — деревня в Бегуницком сельском поселении Волосовского района Ленинградской области.

## История
Упоминается на карте Ингерманландии А. И. Бергенгейма, составленной по материалам 1676 года, как деревня Gudneskby.
На шведской «Генеральной карте провинции Ингерманландии» 1704 года — как деревня Gudanisk.
Как деревня Гудна она обозначена на «Географическом чертеже Ижорской земли» Адриана Шонбека 1705 года.
Как деревня Худонки — на карте Санкт-Петербургской губернии Я. Ф. Шмита 1770 года.

ХУДАНКИ — деревня принадлежит наследникам коллежского советника Вахтина, число жителей по ревизии: 29 м. п., 32 ж. п. (1838 год)

На карте профессора С. С. Куторги 1852 года обозначена как деревня Худанка.

ХУДАНКИ — деревня жены барона Корфа, 27 вёрст по почтовой, а остальное по просёлочной дороге, число дворов — 13, число душ — 24 м. п. (1856 год)

ХУДАНКИ — деревня, число жителей по X-ой ревизии 1857 года: 39 м. п., 35 ж. п., всего 74 чел.

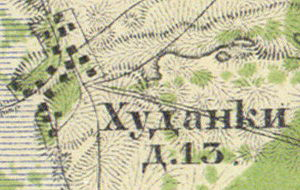
План деревни Худанки. 1860 год

Согласно «Топографической карте частей Санкт-Петербургской и Выборгской губерний» 1860 года деревня Худанки насчитывала 13 крестьянских дворов.

ХУДАНКИ (ХУДЯНКА) — деревня владельческая при колодце, по левую сторону 1-й Самрянской дороги в 36 верстах от Ямбурга, число дворов — 11, число жителей: 25 м. п., 27 ж. п. (1862 год)

ХУДАНКИ — деревня, по земской переписи 1882 года: семей — 17, в них 39 м. п., 42 ж. п., всего 81 чел.

ХУДАНКИ — деревня, число хозяйств по земской переписи 1899 года — 14, число жителей: 48 м. п., 45 ж. п., всего 93 чел.;
 разряд крестьян: бывшие владельческие; народность: русская

Близ деревни, согласно «Памятной книжке Санкт-Петербургской губернии» 1900 года, находилась мыза Раскулицы площадью 2136 десятин, принадлежавшая баронам Николаю и Льву Константиновичам Корфам.
В конце XIX — начале XX века деревня административно относилась к Княжевской волости 1-го стана Ямбургского уезда Санкт-Петербургской губернии.
Согласно данным переписи населения СССР 1926 года в деревне Худанки Худанского сельсовета Врудской волости Кингисеппского уезда проживали 89 человек, большинство русские, а также финны.
В 1930 году деревня Худанки вошла в состав вновь образованного колхоза «Пежевицы», в 1931 году переименованного в колхоз «Кальмус».

План деревни Худанки. 1933 год

Согласно топографической карте 1933 года деревня насчитывала 21 двор.
По данным 1936 года деревня Худанки являлась административным центром Терпилицкого сельсовета, в который входили 7 населённых пунктов, 241 хозяйство и 2 колхоза.
Деревня была освобождена от немецко-фашистских оккупантов 28 января 1944 года.
По данным 1966, 1973 и 1990 годов деревня Худанки входила в состав Терпилицкого сельсовета.
В 1991 году в деревне Худанки открылась специальная школа-интернат.
В 1997 году в деревне Худанки проживали 6 человек, в 2002 году — 39 человек (русские — 92 %), деревня относилась к Терпилицкой волости.
В 2007 году проживали 7 человек, деревня входила в состав Терпилицкого сельского поселения.
7 мая 2019 года деревня вошла в состав Бегуницкого сельского поселения.

## География
Деревня расположена в центральной части района на автодороге 41К-043 (Карстолово — Терпилицы).
Расстояние до административного центра поселения — 2 км.
Расстояние до ближайшей железнодорожной станции Волосово — 12 км.

## Демография
| 1862 | 2002 | 2007 | 2010 | 2017 |
| ---- | ---- | ---- | ---- | ---- |
| 84   | ↘39  | ↘7   | ↗32  | ↘8   |

### Национальный состав
Согласно данным Всероссийской переписи населения 2021 года в деревне проживали 16 человек, из них:
 русские — 15, туркмены — 1 человек.

## Улицы
Лесная.